# Pennesières
Pennesières é uma comuna francesa na região administrativa de Borgonha-Franco-Condado, no departamento de Alto Sona. Estende-se por uma área de 9,07 km². Em 2010 a comuna tinha 197 habitantes (densidade: 21,7 hab./km²).